# جودیت کوپرز
جودیت کوپرز (انگلیسی: Judith Kuipers؛ زادهٔ ۹ نوامبر ۱۹۷۲) بازیکن فوتبال اهل پادشاهی هلند است.